# Vladimir Děmichov
Vladimir Petrovič Děmichov (rusky Владимир Петрович Демихов; 18. července 1916 – 22. listopadu 1998, Moskva) byl ruský vědec a pionýr transplantační chirurgie, který prováděl pokusy ve 30. a 50. letech. Šlo o transplantace srdce a v padesátých letech přesuny hlav. Pokusy se prováděly na psech a štěňatech. Lze jej považovat za pionýra transplantací.
Jeho práce se stala mimo jiné inspirací a součástí děje filmu Akta X: Chci uvěřit.

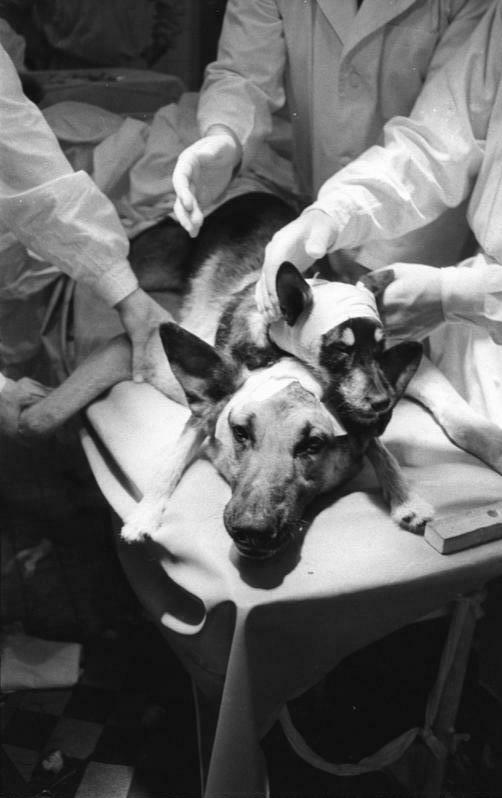
Transplantace hlavy psa, NDR, 1959